# Nowa Trybuna Opolska
Nowa Trybuna Opolska – dziennik regionalny w województwie opolskim.

## Historia
Na rynku wydawniczym od 1952 roku. Początkowo ukazywała się pod tytułem „Trybuna Opolska”. Mieszkańcy województwa opolskiego dostali pierwszy numer dzięki staraniom kilkuosobowego zespołu, który był związany z katowicką „Trybuną Robotniczą”. 
Już w trzy lata po swoim rynkowym debiucie gazeta ukazywała się siedem razy w tygodniu, a jej jednorazowy nakład przekraczał 100 tysięcy egzemplarzy. 5 grudnia 1971 roku redakcja gazety z dumą pisała „Mamy kolor, jesteśmy też większą gazetą”. Wtedy jednak oznaczało to jedynie druk kolorowych czcionek i niektórych winiet. Pierwsze kolorowe zdjęcie gazeta opublikowała dopiero w wydaniu magazynowym z 5–6 października 1996 roku.
Do 1989 roku „Trybuna Opolska” wychodziła jako lokalny organ Polskiej Zjednoczonej Partii Robotniczej.
Od kwietnia 1993 roku wydawcą gazety jest spółka Pro Media. 1 kwietnia ukazała się już „Nowa Trybuna Opolska” („NTO”).
Redaktorzy naczelni
- Aleksander Masiewicki – 1952–1953[2]
- Henryk Werebejczyk – do 1957, przedstawiciel liberalnego skrzydła KW PZPR w Opolu, po usunięciu z redakcji wyjechał do Izraela
- Stanisław Kosicki – 1957–1962, późniejszy prezes GUKPPiW i GUKPiW
- Ignacy Wirski – 1962–1971
- Włodzimierz Kosiński – 1971–1989
- Krzysztof Zyzik 2007–2021[3][4][5]
- Bolesław Bezeg 2021–2022[6]
- Tomasz Kapica  2023 - obecnie[7]

Przez cały okres PRL gazeta poddawana była kontroli cenzury komunistycznej urzędników z Wojewódzkiego Urzędu Kontroli Prasy, Publikacji i Widowisk. W przełomowych dla Polski Ludowej okresach dochodziło często do ostrych konfliktów między redakcją czasopisma a cenzorami, w wyniku czego usunięto w 1956 r. red. Werebejczyka, a w 1971 r. red. Wirskiego.
Gazeta ma swoje oddziały lub korespondentów we wszystkich miastach powiatowych województwa: Opolu, Kędzierzynie-Koźlu, Oleśnie, Nysie, Strzelcach Opolskich, Krapkowicach, Głubczycach, Brzegu, Namysłowie, Prudniku, Kluczborku.
Gazeta drukowana jest w nowoczesnej drukarni w Opolu, należącej do spółki Pro Media.

## Cotygodniowe dodatki tematyczne
- Poniedziałek – RegioPraca, Sport
- Wtorek – RegioMoto
- Środa – RegioDom
- Czwartek – Strefa Biznesu
- Piątek – Magazyn, Program TV, tygodniki lokalne (Kluczbork-Olesno, Kędzierzyn-Koźle-Prudnik-Głubczyce, Brzeg-Nysa-Namysłów, Strzelce Opolskie-Krapkowice)
- Sobota – Magazyn Extra

## Portal regionalny
„Nowa Trybuna Opolska” w połowie 2006 roku uruchomiła portal regionalny województwa opolskiego – http://www.nto.pl. Znajdują się w nim aktualne informacje dotyczące Opola i województwa, a także wybrane materiały z wydania papierowego gazety.